# Scotiabank

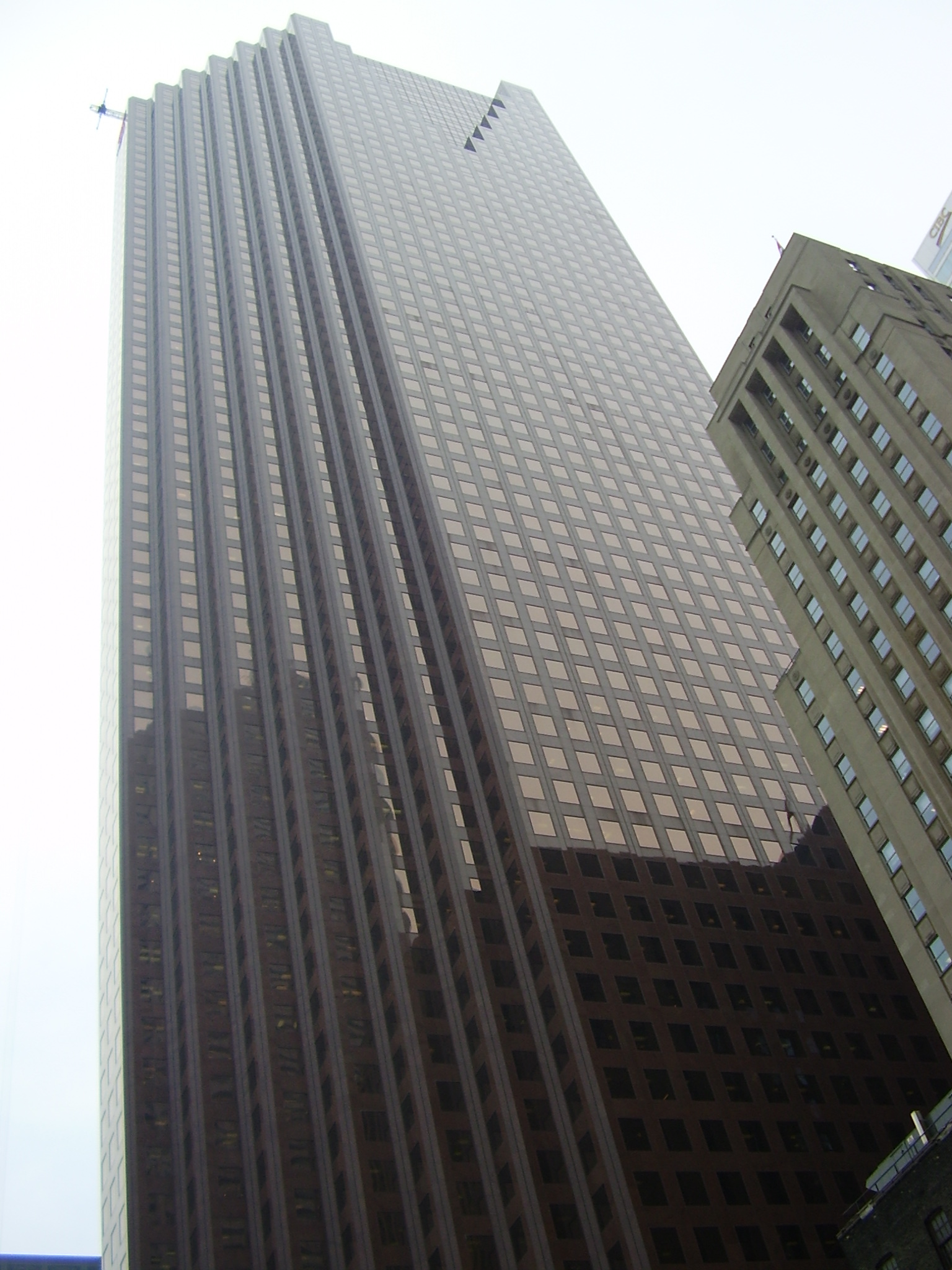
Scotia Plaza, die Zentrale der Scotiabank in Toronto

Scotiabank, auf Französisch Banque Scotia, ist der Name, unter dem die Bank of Nova Scotia, Kanadas drittgrößtes Kreditinstitut, im Kundenverkehr auftritt. Das Unternehmen ist im kanadischen Aktienindex S&P/TSX 60 gelistet und an der Toronto Stock Exchange notiert. Die Scotiabank hat über 950 Niederlassungen in Kanada und 2000 Filialen in mehr als 45 Ländern. Ihr Hauptsitz ist Toronto, Ontario. Laut Forbes-Liste der 2000 weltweit größten Unternehmen belegt die Bank of Nova Scotia Rang 98.

## Geschichte
Die Bank of Nova Scotia wurde 1832 in Halifax in der kanadischen Provinz Nova Scotia gegründet. Die erste Filiale eröffnete in Windsor und war zu Beginn auf die Atlantikprovinzen begrenzt. Erst 1882 wagte die Bank den Schritt westwärts mit ihrer Filiale in Winnipeg, Manitoba. Die Filiale wurde später wieder aufgelassen, doch dieser Schritt ermutigte die Expansion im Mittleren Westen der Vereinigten Staaten fortzusetzen.
Im Jahr 1900 hatte die Bank 38 Filialen in Kanada, den Vereinigten Staaten und Jamaika, als sie ihren Hauptsitz von Halifax nach Toronto verlegte.
Im Juli 2008 übernahm die Bank of Nova Scotia die kanadischen Geschäfte von E-Trade für 442 Millionen US-Dollar.

### Fusionen
In ihrer Geschichte hat die Scotiabank Fusionen mit anderen kanadischen Banken vollzogen:
- Union Bank of PEI (1883)
- Summerside Bank (1901)
- Bank of New Brunswick (1913)
- Metropolitan Bank of Canada (1914)
- The Bank of Ottawa (1919)
- Montreal Trust (1994)
- National Trust (1997)
- Mocatta Bullion and Base Metals (1997)
- National Bank of Greece (Kanada) (2005)
- Banco Wiesse Sudameris (Peru) (2007)
- Banco Sudamericano (Peru) (2007)
- Banco Colpatria (Kolumbien) (2012)

## Geschäftsbereiche
- Domestic Banking
- Scotia Capital Inc.
- International Banking
- e-Commerce/e-Banking at Scotiabank
- Scotiabank Peru S.A.A.

Die Aktie der Bank wird sowohl an der Torontoer als auch der New Yorker Börse unter dem Symbol BNS gehandelt.

## Mitgliedschaften
Die Scotiabank ist Mitglied der Canadian Bankers Association (CBA) und registriertes Mitglied der Canada Deposit Insurance Corporation (CDIC), eine Agentur auf Bundesebene, die den Geldverkehr aller amtlich registrierten Banken Kanadas sichert. Außerdem bietet sie ihren Kunden Produkte folgender Systeme:
- Interac
- VISA International
- PLUS Network für VISA Karten
- Mastercard in den Karibischen Ländern
- NYCE Netzwerk